# Phyllophaga texensis
Phyllophaga texensis är en skalbaggsart som beskrevs av Saylor 1940. Phyllophaga texensis ingår i släktet Phyllophaga och familjen Melolonthidae. Inga underarter finns listade i Catalogue of Life.